# Caccobius tortus
Caccobius tortus là một loài bọ cánh cứng trong họ Bọ hung (Scarabaeidae).